# Eucereon rubroanale
Eucereon rubroanale là một loài bướm đêm thuộc phân họ Arctiinae, họ Erebidae.